# Isola Ukerewe
L'Isola di Ukerewe è la quinta isola lacustre più grande del mondo. Con i suoi 530 km2 di superficie è la più grande isola presente nel Lago Vittoria, nonché la più grande isola lacustre dell'intera Africa. Ukerewe si trova nel Distretto di Ukerewe in Tanzania, 45 km a nord della città di Mwanza, a cui è collegata da un traghetto. La costa dell'isola è frastagliata e presenta numerose baie e circa una dozzina di isolotti. Il centro abitato più grande dell'isola è la comunità di Nansio.
Ukerewe è nota per avere numerosi abitanti affetti da albinismo, poiché molti di loro furono abbandonati sull'isola dalle loro famiglie sin da bambini. Sia sull'isola che in tutta la Tanzania gli albini rappresentano ancora una minoranza oppressa.

## Galleria d'immagini

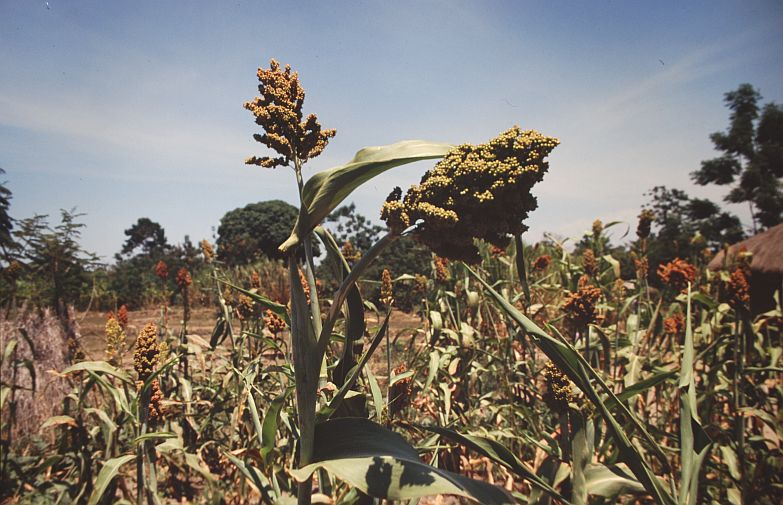
Coltivazione del Sorgo sull'isola di Ukerewe, Tanzania.
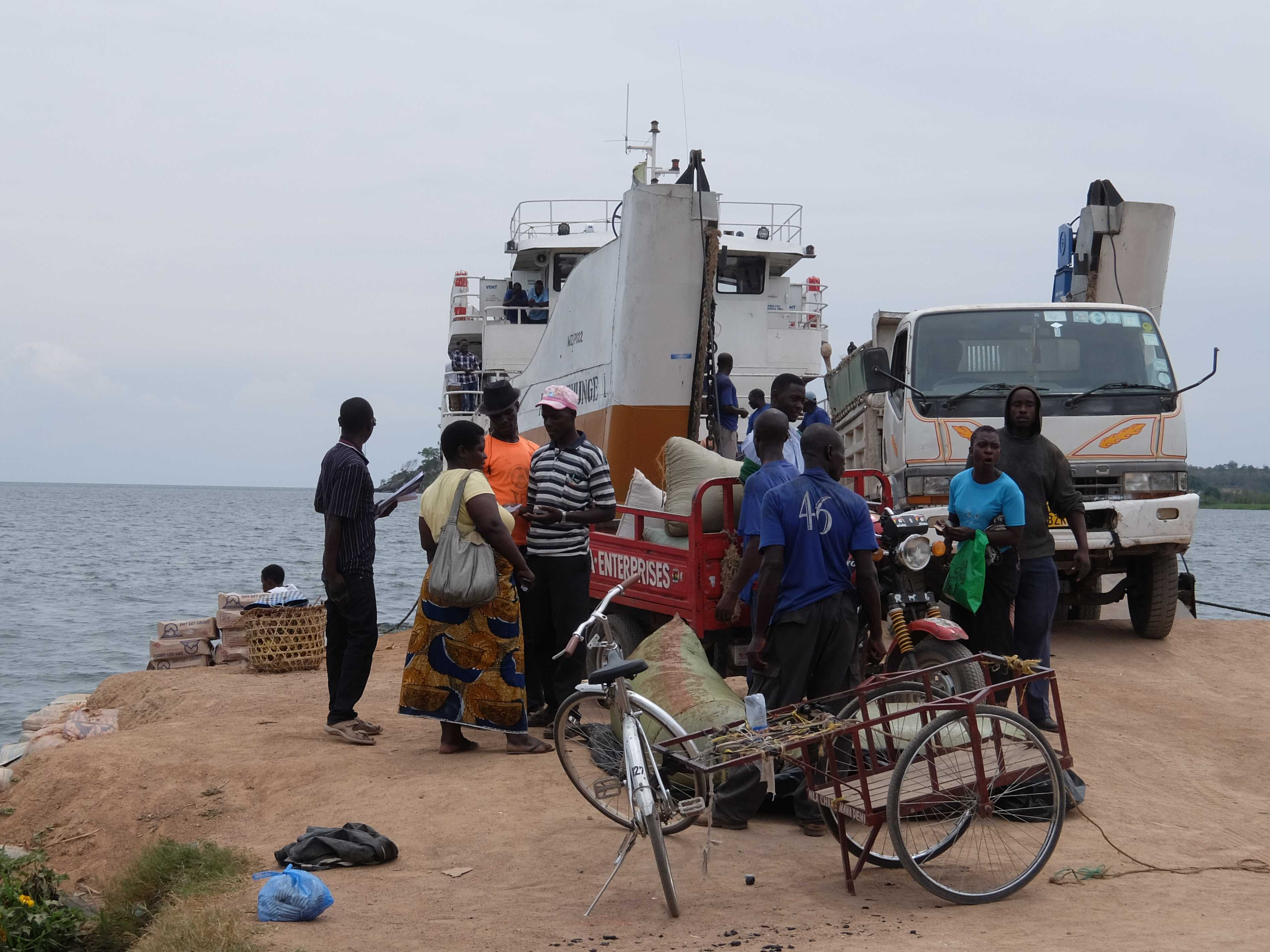
Il traghetto per Mwanza mentre sta per salpare dal porto di Nansio.